# 大西勇輝
大西 勇輝（おおにし ゆうき、1996年7月30日 - ）は、奈良県北葛城郡広陵町出身のサッカー選手。ポジションは、DF。

## 来歴
京都サンガF.C.U-18ではキャプテンを務めた。
2014年4月、トップチームに2種登録選手として選手登録された。同年9月、2015年シーズンからのトップチーム昇格内定が発表された。
2016年より奈良クラブに期限付き移籍により加入した。
2017年を以て京都、奈良との契約を満了。
同年12月に行われたJリーグ合同トライアウトに出場した が、新たな所属チームを決めなかった。
2018年に立命館大学に入学。同サッカー部に所属した。

## 所属クラブ
ユース経歴
- ディアブロッサ高田FCU-12
- 京都サンガF.C.U-15
- 京都サンガF.C.U-18（立命館宇治高等学校）
  - 2014年4月 - 同年12月 京都サンガF.C.（2種登録選手）

プロ経歴
- 2015年 - 2017年 京都サンガF.C.
  - 2015年 Jリーグ・アンダー22選抜
  - 2016年 - 2017年 奈良クラブ（期限付き移籍
- 2020年-  SHIGA CITY FC

## 個人成績
| 国内大会個人成績 | 国内大会個人成績 | 国内大会個人成績 | 国内大会個人成績 | 国内大会個人成績 | 国内大会個人成績 | 国内大会個人成績 | 国内大会個人成績 | 国内大会個人成績 | 国内大会個人成績 | 国内大会個人成績 | 国内大会個人成績 |
| 年度             | クラブ           | 背番号           | リーグ           | リーグ戦         | リーグ戦         | リーグ杯         | リーグ杯         | オープン杯       | オープン杯       | 期間通算         | 期間通算         |
| 年度             | クラブ           | 背番号           | リーグ           | 出場             | 得点             | 出場             | 得点             | 出場             | 得点             | 出場             | 得点             |
| 日本             | 日本             | 日本             | 日本             | リーグ戦         | リーグ戦         | リーグ杯         | リーグ杯         | 天皇杯           | 天皇杯           | 期間通算         | 期間通算         |
| ---------------- | ---------------- | ---------------- | ---------------- | ---------------- | ---------------- | ---------------- | ---------------- | ---------------- | ---------------- | ---------------- | ---------------- |
| 2015             | 京都             | 25               | J2               | 3                | 0                | -                | -                | 0                | 0                | 3                | 0                |
| 2016             | 奈良             | 25               | JFL              | 9                | 1                | -                | -                | 0                | 0                | 9                | 1                |
| 2017             | 奈良             | 25               | JFL              | 5                | 0                | -                | -                | 0                | 0                | 5                | 0                |
| 通算             | 日本             | 日本             | J2               | 3                | 0                | -                | -                | 0                | 0                | 3                | 0                |
| 通算             | 日本             | 日本             | JFL              | 14               | 1                | -                | -                | 0                | 0                | 14               | 1                |
| 総通算           | 総通算           | 総通算           | 総通算           | 17               | 1                | 0                | 0                | 0                | 0                | 17               | 1                |

その他の公式戦
| 2015   | J-22   | -      | J3     | 3 | 0 | 3 | 0 |
| 通算   | 日本   | 日本   | J3     | 3 | 0 | 3 | 0 |
| 総通算 | 総通算 | 総通算 | 総通算 | 3 | 0 | 3 | 0 |

- Jリーグ初出場 - 2015年3月29日 FC琉球戦（沖縄県総合運動公園陸上競技場）

## 代表歴
- U-16日本代表
  - AFC U-16選手権2012